# Зелени шкриљац
Зелени шкриљци (енгл. Greenschists, фр. Schistes vertis, рус. Зеленокаменные кристалические сланцы) су шкриљаве зелене метаморфне стене чију боју условљава присуство минерала зелене боје: хлорита, епидота, актинолита. Најчешће минералне асоцијације су: хлорит-епидот-албит(калцит), хлорит-епидот-актинолит-албит, актинолит-епидот-албит.

## Карактеристике
Плагиоклас у овим стенама јенискотемпературни албит (0-7%An), у виду неправилних неближњених зрна у матриксу или крупнозрних порфиробласта испуњених инклузијама минерала матрикса: епидота, актинолита, рутила, хлорита и др. Хлорити су променљивог састава, најчешће прохлорит, пенин и клинохлор. Актинолит је са ниском садржајем , епидот је у виду жутих (богатих гвожђем) до безбојних (клинозоизит) призматичних кристала, издужених паралелно шкриљавости или линеацији. Поред ових минерала срећу се још и магнетит, сфен, стилпномелан, пумпелит, спесартин, калцит и др.
Настају регионалним и дислокационим метаморфизмом на ниском температурама из базичних и интермедијарних магматских стена и њихових туфова. Метабазити хлоритске и биотитске зоне садрже асоцијацију актинолит-хлорит-епидот-албит која је дијагностичка за фацију зелених шкриљаца.
Поред метабазита у ову фацију долазе и све друге пелитске и кварцно-фелдспатске стене које другују са више или мање метабазита.
Зелене стене (енгл. greenstones) су ретроградно измењени метабазити фације зелених шкриљаца за које се на основу реликтних структура може утврдити њихово примарно магматско порекло.